# Gioacchino Bettini
Gioacchino Bettini (Ostiglia, 3 giugno 1911 – Bolzano, 16 ottobre 1969) è stato un calciatore e allenatore di calcio italiano, di ruolo centrocampista.
È il fratello del calciatore Renzo Bettini o Bettini II. Per questo motivo era conosciuto anche come Bettini I.

## Carriera
Dal 1932 al 1940 gioca in totale 205 partite segnando 31 gol in otto campionati di Serie A (in cui ha totalizzato 59 presenze e 14 reti), Serie B (dove ha disputato 98 incontri con 16 reti all'attivo) e Serie C disputati con la maglia del Padova, ottenendo anche una promozione dalla Serie C alla Serie B.

## Palmarès
- Campionato italiano di Serie C: 1

Padova: 1936-1937